# شداد بن عاد
شداد بن عاد هو ملك عربي أحد ملوك قوم عاد من العرب البائدة ارتبط اسمه الوثيق بتشييد مدينة إرم ذات العماد الوارد ذكرها في القرآن الكريم، دعاه نبي الله هود إلى الإيمان بالله، فاحتج على النبي بأن ما هي مكافئة الإيمان بالله، فكان جواب نبي الله هود بأنها الجنة التي عرضها السموات والأرض ورضا الله، فتكبر وأراد أن يتحدى الله ونبيه بأن يصنع جنة أفضل من جنة الله. واستمر في بناء هذه الجنة قرابة 500 عام، زرع فيها كل الأشجار وبنا فيها قصوراً من ذهب وجواري حسناوات وشق فيها الأنهار ونثر فيها كل الأحجار الكريمة كالزمرد، فلما جهزت الجنة، أنزل الله على قوم عاد العذاب بكفرهم بالله وبرسوله وكان مصير الجنة المزعومة الخراب والدمار. واثناء وقوع العذاب، جاء شداد إلى جنته فوجدها تشبه المقبرة وتخلو من الحياة، رغم ما فيها من ذهب وجواهر، ثم جاءه ملك الموت وقبض روحه بعد أن استجداه أن يتركه، فمات على كفره ولم ينفعه طغيانه وجبروته.
كان شداد وأخوه شدید یحكمان كلاھما على قوم عاد، بعد أن ملكا بعد والدھما، الملك عاد بن عوص، الذي سمیت القبیلة على اسمه وكان مؤسسھا وأول ملك علیھا. وقد تجبر شداد وشدید وظلما في البلاد، وإنھما، لما صفا لھما ذلك وإستقر قرارھما، مات شدید وبقي شداد، وأصبح الحاكم الوحید على قوم عاد. كان لشداد بن عاد ابن يدعى مرثد بن شداد، وكان مرثد هذا على ما يقال مسلما مؤمنا بنبي الله هود عليه السلام.

## نسبه
هو شداد بن عاد بن إرم بن سام بن نوح بن لامك بن متوشلخ بن اخنوخ وهو إدریس بن يرد بن مھلائیل بن قینان بن أنوش بن شیث بن آدم أبي البشر.

## إنكار قصته
ذكر بعض المفسرين عند تفسير قوله تعالى: (أَلَمْ تَرَ كَيْفَ فَعَلَ رَبُّكَ بِعَادٍ * إِرَمَ ذَاتِ الْعِمَادِ * الَّتِي لَمْ يُخْلَقْ مِثْلُهَا فِي الْبِلَادِ) الفجر/ 6 - 8، أن شداد بن عاد كان ملكا ذا بأس شديد، ولما سمع بذكر جنة عدن التي وعد الله عباده المؤمنين قال: أبني في الأرض مثلها، فبنى مدينة عظيمة هائلة، فلما أتم بناءها، وسار إليها بأهل مملكته بعث الله عليها صيحة من السماء فهلكوا أجمعين، ولم يدخلها شداد بن عاد هذا ولا من معه، وصار خبر هذه المدينة وخبر هذا الملك من آيات الله في عباده وبلاده.
قال القرطبي رحمه الله:
" وَرُوِيَ أَنَّهُ كَانَ لِعَادٍ ابْنَانِ: شَدَّادٌ وَشَدِيدٌ، فَمَلَكَا وَقَهَرَا، ثُمَّ مَاتَ شَدِيدٌ، وَخَلَصَ الْأَمْرُ لِشَدَّادٍ فَمَلَكَ الدُّنْيَا، وَدَانَتْ لَهُ مُلُوكُهَا، فَسَمِعَ بِذِكْرِ الْجَنَّةِ، فَقَالَ: أَبْنِي مِثْلَهَا. فَبَنَى إِرَمَ في بعض صحاري عدن، في ثلاثمائة سَنَةٍ، وَكَانَ عُمُرُهُ تِسْعَمِائَةِ سَنَةٍ. وَهِيَ مَدِينَةٌ عَظِيمَةٌ، قُصُورُهَا مِنَ الذَّهَبِ وَالْفِضَّةِ، وَأَسَاطِينُهَا مِنَ الزَّبَرْجَدِ وَالْيَاقُوتِ، وَفِيهَا أَصْنَافُ الْأَشْجَارِ وَالْأَنْهَارِ الْمُطَّرِدَةِ. وَلَمَّا تَمَّ بِنَاؤُهَا سَارَ إِلَيْهَا بِأَهْلِ مَمْلَكَتِهِ، فَلَمَّا كَانَ مِنْهَا عَلَى مَسِيرَةِ يَوْمٍ وَلَيْلَةٍ، بَعَثَ اللَّهُ عَلَيْهِمْ صَيْحَةً مِنَ السَّمَاءِ فَهَلَكُوا.
وَعَنْ عَبْدِ اللَّهِ بْنِ قِلَابَةَ: أَنَّهُ خَرَجَ فِي طَلَبِ إِبِلٍ لَهُ، فَوَقَعَ عَلَيْهَا، فَحَمَلَ مَا قَدَرَ عَلَيْهِ مِمَّا ثَمَّ، وَبَلَغَ خَبَرُهُ مُعَاوِيَةَ فَاسْتَحْضَرَهُ، فَقَصَّ عَلَيْهِ، فَبَعَثَ إِلَى كَعْبٍ فَسَأَلَهُ، فَقَالَ: هِيَ إِرَمُ ذَاتُ الْعِمَادِ، وَسَيَدْخُلُهَا رَجُلٌ مِنَ الْمُسْلِمِينَ فِي زَمَانِكَ، أَحْمَرُ أَشْقَرُ قَصِيرٌ، عَلَى حَاجِبِهِ خَالٌ، وَعَلَى عَقِبِهِ خَالٌ، يَخْرُجُ فِي طَلَبِ إِبِلٍ لَهُ، ثُمَّ الْتَفَتَ فَأَبْصَرَ ابْنَ قِلَابَةَ، وَقَالَ: هَذَا وَاللَّهِ ذَلِكَ الرَّجُلُ ". انتهى من "تفسير القرطبي" (20/ 47)
وقد أنكر العلماء المحققون هذه القصة، وعدوها من خرافات القصاصين والمفسرين، ومما أخذوه عن كَذَبة بني إسرائيل.
قال ابن كثير رحمه الله:
" الْمُرَادُ إِنَّمَا هُوَ الْإِخْبَارُ عَنْ إِهْلَاكِ الْقَبِيلَةِ الْمُسَمَّاةِ بِعَادٍ، وَمَا أَحَلَّ اللَّهُ بِهِمْ مِنْ بَأْسِهِ الَّذِي لَا يُرَد، لَا أَنَّ المراد الإخبار عن مدينة أو إقليم.
وَإِنَّمَا نَبَّهْتُ عَلَى ذَلِكَ لِئَلَّا يُغْتَرَّ بِكَثِيرٍ مِمَّا ذَكَرَهُ جَمَاعَةٌ مِنَ الْمُفَسِّرِينَ عِنْدَ هَذِهِ الْآيَةِ، مِنْ ذِكْرِ مَدِينَةٍ يُقَالُ لَهَا: (إِرَمَ ذَاتِ الْعِمَادِ) مَبْنِيَّةٍ بِلَبِنِ الذَّهَبِ وَالْفِضَّةِ، قُصُورُهَا وَدَوْرُهَا وَبَسَاتِينُهَا، وَإِنَّ حَصْبَاءَهَا لَآلِئٌ وَجَوَاهِرُ، وَتُرَابُهَا بَنَادِقُ الْمِسْكِ، وَأَنْهَارُهَا سَارِحَةٌ، وَثِمَارُهَا سَاقِطَةٌ، وَدُورُهَا لَا أَنِيسَ بِهَا، وَسُورُهَا وَأَبْوَابُهَا تَصْفَرُّ، لَيْسَ بِهَا دَاعٍ وَلَا مُجِيبٍ. وَأَنَّهَا تَنْتَقِلُ فَتَارَةٌ تَكُونُ بِأَرْضِ الشَّامِ، وَتَارَةٌ بِالْيَمَنِ، وَتَارَةٌ بِالْعِرَاقِ، وَتَارَةٌ بِغَيْرِ ذَلِكَ مِنَ الْبِلَادِ -فَإِنَّ هَذَا كُلَّهُ مِنْ خُرَافَاتِ الْإِسْرَائِيلِيِّينَ، مِنْ وَضْعِ بَعْضِ زَنَادِقَتِهِمْ، لِيَخْتَبِرُوا بِذَلِكَ عُقُولَ الْجَهَلَةِ مِنَ النَّاسِ أَنْ تُصَدِّقَهُمْ فِي جَمِيعِ ذَلِكَ.
وَذَكَرَ الثَّعْلَبِيُّ وَغَيْرُهُ أَنَّ رَجُلًا مِنَ الْأَعْرَابِ -وَهُوَ عَبْدُ اللَّهِ بْنُ قِلابة-فِي زَمَانِ مُعَاوِيَةَ ذَهَبَ فِي طَلَبِ أَبَاعِرَ لَهُ شَرَدَتْ، فَبَيْنَمَا هُوَ يَتِيهُ فِي ابْتِغَائِهَا، إِذْ طَلَعَ عَلَى مَدِينَةٍ عَظِيمَةٍ لَهَا سُورٌ وَأَبْوَابٌ، فَدَخَلَهَا فَوَجَدَ فِيهَا قَرِيبًا مِمَّا ذَكَرْنَاهُ مِنْ صِفَاتِ الْمَدِينَةِ الذَّهَبِيَّةِ الَّتِي تَقَدَّمَ ذِكْرُهَا، وَأَنَّهُ رَجَعَ فَأَخْبَرَ النَّاسَ، فَذَهَبُوا مَعَهُ إِلَى الْمَكَانِ الَّذِي قَالَ فَلَمْ يَرَوْا شَيْئًا.
وَقَدْ ذَكَرَ ابْنُ أَبِي حَاتِمٍ قِصَّةَ إِرَمَ ذَاتِ الْعِمَادِ هَاهُنَا مُطَوَّلَةً جِدًّا !!
فَهَذِهِ الْحِكَايَةُ لَيْسَ يَصِحُّ إِسْنَادُهَا، وَلَوْ صَحَّ إِلَى ذَلِكَ الْأَعْرَابِيِّ، فَقَدْ يَكُونُ اخْتَلَقَ ذَلِكَ، أَوْ أَنَّهُ أَصَابَهُ نَوْعٌ مِنَ الهَوَس وَالْخَبَالِ، فَاعْتَقَدَ أَنَّ ذَلِكَ لَهُ حَقِيقَةٌ فِي الْخَارِجِ، وَلَيْسَ كَذَلِكَ.
وَهَذَا مِمَّا يُقْطَعُ بِعَدَمِ صِحَّتِهِ.
وَهَذَا قَرِيبٌ مِمَّا يُخْبِرُ بِهِ كَثِيرٌ مِنَ الْجَهَلَةِ وَالطَّامِعِينَ وَالْمُتَحَيِّلِينَ، مِنْ وُجُودِ مَطَالِبَ تَحْتَ الْأَرْضِ، فِيهَا قَنَاطِيرُ الذَّهَبِ وَالْفِضَّةِ، وَأَلْوَانِ الْجَوَاهِرِ وَالْيَوَاقِيتِ وَاللَّآلِئِ وَالْإِكْسِيرِ الْكَبِيرِ، لَكِنْ عَلَيْهَا مَوَانِعُ تَمْنَعُ مِنَ الْوُصُولِ إِلَيْهَا وَالْأَخْذِ مِنْهَا، فَيَحْتَالُونَ عَلَى أَمْوَالِ الْأَغْنِيَاءِ وَالضَّعَفَةِ وَالسُّفَهَاءِ، فَيَأْكُلُونَهَا بِالْبَاطِلِ، فِي صَرْفِهَا فِي بَخَاخِيرَ وَعَقَاقِيرَ، وَنَحْوِ ذَلِكَ مِنَ الْهَذَيَانَاتِ، ويَطْنزون بِهِمْ [أي يسخرون ويستهزؤون بهم] .
وَالَّذِي يُجْزَمُ بِهِ أَنَّ فِي الْأَرْضِ دَفَائِنَ جَاهِلِيَّةً وَإِسْلَامِيَّةً، وَكُنُوزًا كَثِيرَةً، مَنْ ظَفَرَ بِشَيْءٍ مِنْهَا أَمْكَنَهُ تَحْوِيلُهُ .
فَأَمَّا عَلَى الصِّفَةِ الَّتِي زَعَمُوهَا: فَكَذِبٌ وَافْتِرَاءٌ وَبُهْتٌ، وَلَمْ يَصِحَّ فِي ذَلِكَ شَيْءٌ مِمَّا يَقُولُونَ إِلَّا عَنْ نَقْلِهِمْ، أَوْ نَقْلِ مَنْ أَخَذَ عَنْهُمْ، وَاللَّهُ سُبْحَانَهُ وَتَعَالَى الْهَادِي لِلصَّوَابِ ".
انتهى من «تفسير ابن كثير» (8/ 395-396).
وقال ابن خلدون رحمه الله :
" وأبعد من ذلك وأعرق في الوهم ما يتناقله المفسّرون في تفسير سورة والفجر
في قوله تعالى (أَلَمْ تَرَ كَيْفَ فَعَلَ رَبُّكَ بِعَادٍ * إِرَمَ ذَاتِ الْعِمَادِ) فيجعلون لفظة إرم اسما لمدينة وصفت بأنّها ذات عماد أي أساطين .... ".
وذكر مثل ما ذكره القرطبي، ثم قال : " وهذه المدينة لم يسمع لها خبر من يومئذ في شيء من بقاع الأرض .
وصحارى عدن الّتي زعموا أنّها بنيت فيها : هي في وسط اليمن، وما زال عمرانه متعاقبا، والأدلّاء تقصّ طرقه من كلّ وجه، ولم ينقل عن هذه المدينة خبر، ولا ذكرها أحد من الأخباريـّين ولا من الأمم .
ولو قالوا إنّها درست فيما درس من الآثار لكان أشبه، إلّا أنّ ظاهر كلامهم أنّها موجودة، وبعضهم يقول إنّها دمشق، بناء على أنّ قوم عاد ملكوها، وقد ينتهي الهذيان ببعضهم إلى أنّها غائبة، وإنّما يعثر عليها أهل الرّياضة والسّحر، مزاعم كلّها أشبه بالخرافات ".
انتهى من «تاريخ ابن خلدون» (1/ 18-19).

## وجهة نظر المفكرين والمؤرخين
اكد بعضهم ومنهم فاضل الربيعي ضرورة التمييز ما بين ما ذكره القرآن الكريم من حقائق بشأن هذه الأقوام وحياتها ومصيرها، وما بين ما تم نقله من روايات ذات طبيعة أسطورية وردتنا من خلال كتابات بعض الإخباريين العرب الكلاسيكيين، خصوصاً أولئك الذين نقلوا عن بعض اليهود الذين اعتنقوا الإسلام، لكنهم ظلوا متأثرين بالروايات السائدة في مجتمعاتهم في ذلك العصر. وأن هناك إمكانية لأن تكون أسطورة أرم قد نبعت في الأصل من منبع واحد؛ ربما كان أسطورة أقدم، لأنها تشكل سوية مع أساطير (أوفير، وأرض الميعاد، وتدمر، ثم الإسكندرية ودومة الجندل وبعلبك وسواها) خزيناً ثقافياً شاركت في صناعته مجموعة من الشعوب والجماعات البشرية والقبائل، الحالمة بمغادرة عالمها الصحراوي، دون أن ينفي ذلك إمكانية أن تكون قد وُجِدت بالفعل مدينة أو مدن حملت اسم إرم، وربما بعض صفاتها العجائبية. لقد نظر قدماء العرب، على الدوام، نظرة إعجاب ودهشة، إلى المباني والشواهد العظيمة لحضارات بلاد الرافدين ومصر واليونان والرومان القديمة، لا على أنها صنعاً بشرياً، وإنما من صنع قوى خارقة، وقد لوحظ ذلك في تفسير العرب لهوية أصحاب بناء تدمر ودومة الجندل.